# Zeche Wiesche
Die Zeche Wiesche war ein Steinkohlenbergwerk in Mülheim an der Ruhr, im Ortsteil Heißen gelegen. Der Name des Bergwerks wird abgeleitet von der mundartlichen Form von Wiese. Das Bergwerk war auch unter Namen Wiescher Stolln bekannt. Das Bergwerk gehörte zum Herrschaftsgebiet der Herrschaft Broich. Die Zeche Wiesche gehörte in der zweiten Hälfte des 19. Jahrhunderts zu den bedeutendsten Zechen des Regierungsbezirks Düsseldorf.

## Geschichte

### Die Anfänge
Bereits vor dem Jahr 1700 baute das Bergwerk In der Wieschen (später Wiesche) im Stollenbergbau Kohle ab. Abgebaut wurde im Bereich der heutigen Buggenbeck. Im Zeitraum zwischen Ende des 17. Jahrhunderts und 1730 betrieb die Zeche zusammen mit den Zechen Leybank und Sellerbecker Stolln einen Förderstollen zur Ruhr. Die aufgeschlossenen Kohlenvorräte wurden teilweise im Unterwerksbau gewonnen. Es waren bis zu sechs Gesenke vorhanden. Diese Gesenke waren tonnlägig geteuft und hatten eine Teufe von 62 Metern. Im Jahr 1779 wurde in Kooperation mit den Zechen Kinderberg und Schökenbank nach weiteren Kohlenvorräten gesucht. Im Jahr 1796 erfolgte die Belehnung eines neuen Feldes. Noch im selben Jahr wurde das Bergwerk stillgelegt. Nachdem nun die Vorräte oberhalb der Stollensohle zur Neige gingen, war die Gewinnung der Kohlen nur noch mit hohen Kosten zu realisieren. Aus diesem Grund plante man den Übergang zum Tiefbau.

### Übergang zum Tiefbau
Im Jahr 1809 wurde das Bergwerk wieder in Betrieb genommen und mit dem Übergang zum Tiefbau begonnen. Ab dieser Zeit wurde das Bergwerk auch Zeche Wiesche Tiefbau genannt. Im selben Jahr begannen die  Teufarbeiten für den Maschinenschacht „Friedrich“. Bereits bei einer Teufe von 16 Metern erreichte der Schacht das Karbon. Um das Grubenwasser aus den tiefen Grubenbauen zu heben, wurde eine Wasserhaltungsmaschine benötigt. Die Maschine wurde von Johann Dinnendahl erbaut und wurde im darauffolgenden Jahr in Betrieb genommen. Allerdings erwies sich die Leistung dieser Maschine als nicht ausreichend. Die Stollensohle befand sich bei einer Teufe von 19,5 Lachtern, die erste 1. Tiefbausohle lag bei 47 Lachtern. Ab dem Jahr 1811 wurde die Kohle im Schacht Friedrich mittels Pferdegöpel gefördert. Der Transport über Tage erfolgte über einen Schiebeweg. Dieser Weg hatte eine Länge von 1065 Lachtern und reichte bis zur Stadt Mülheim. Im Jahr 1813 wurde eine 48-zöllige Dampfmaschine in Betrieb genommen. Erbauer dieser Maschine war ebenfalls Johann Dinnendahl. In diesem Jahr war das Bergwerk in Ausbeute. Die Gewerken der Zeche Wiesche übertrugen Johann Dinnendahl die Leitung des Bergwerks. 1814 begann man mit dem Niederbringen des Schachtes „Wilhelmine“, um weitere Flözpartien zu erschließen. Im Jahr 1816 wurde der Schacht Wilhelmine bis zur 1. Sohle in Betrieb genommen. Die 1. Sohle befand sich bei einer Teufe von 136 Metern. Der Schacht war mit einer dampfgetriebenen Fördermaschine ausgerüstet. Die Maschine hatte einen stehenden Zylinder mit einem Durchmesser von 470 Millimetern und brachte eine Leistung von elf PS. Erbauer der Maschine war die Firma Dinnendahl.
Im Jahr 1817 wurde eine neue Dampfmaschine für die Wasserhaltung installiert. Im Jahr 1821 waren die Schächte Friedrich und Wilhelmine in Betrieb. Schacht Friedrich war als Förderschacht und Schacht Wilhelmine als Wasserhaltungsschacht in Betrieb. 1828 begann die Zeche mit der Auffahrung (Anlegung) des Wiescher Erbstollens. Da dieser für die Förderung zum Förderschacht bedingt durch das angewachsene Grubengebäude mittlerweile zu weit entfernt war, wurde es erforderlich einen dritten Schacht anzulegen. Noch im Jahr 1822 begannen die Teufarbeiten für den Schacht Emilie. Der Schacht wurde auf der nördlichen Seite des Sattels angesetzt. In diesem Jahr war die Zeche Wiesche die größte Zeche im Ruhrrevier, pro Tag wurden 130 Tonnen Steinkohle gefördert. Im Jahr 1829 wurde im Schacht Emilie bei einer Teufe von 139 Metern (- 31 m NN) die 1. Sohle angesetzt. Die 2. Sohle wurde bei einer Teufe 169 Metern (- 61 m NN) angesetzt. Im Jahr 1830 ging der Schacht bis zur 2. Sohle in Förderung. Auch in den folgenden Jahren gehörte die Zeche Wiesche zu den größten Zechen im Ruhrrevier. Im Jahr 1833 wurde eine neue Wasserhaltungsdampfmaschine bei der Eisenhütte in Mülheim in Auftrag gegeben. Diese Maschine wurde im Jahr 1836 am Schacht Friedrich in Betrieb genommen. Die Maschine pumpte das Grubenwasser aus einer Teufe von 170 Metern. Im Jahr 1837 wurde das Bergwerk durch den Wiescher Erbstollen gelöst. Das Wasser wurde im Schacht Friedrich bis zur Erbstollensohle gehoben und dort dann über den Erbstollen abgeleitet. Um die Förderung in den Hauptstrecken zu erleichtern, wurde in den folgenden Jahren eine Pferdebahn erbaut. Für die Förderung wurden Grubenpferde eingesetzt, die die Förderwagen bis zum Füllort brachten.

### Der weitere Betrieb
Im Jahr 1840 wurde begonnen, den Schacht Emilie tiefer zu teufen. Im darauffolgenden Jahr wurde im Schacht Emilie bei einer Teufe von 192 Metern (- 54 m NN) die 3. Sohle angesetzt. Im Jahr 1842 versuchten die Gewerken der Zeche Wiesche, eine Konsolidation mit der Zeche Leybank zu erreichen. Die Zeche Leybank grenzte an der nördlichen Markscheide von Wiesche. Allerdings war diese Vereinigung und der weitere Ausbau des Bergwerks mit hohen Kosten verbunden. Um die Konsolidation zu realisieren, begann man noch im selben Jahr mit den Teufarbeiten für den Schacht Vereinigung. Der Schacht wurde bis zur 63-Lachtersohle geteuft. Im selben Jahr wurde Schacht Emilie an die Sellerbecker Bahn angeschlossen. Im Jahr 1843 wurde im Schacht Emilie bei einer Teufe von 236 Metern (- 128 m NN) die 4. Sohle angesetzt. Am 14. März des Jahres 1844 wurde das Längenfeld Wiesche verliehen. Ab dem Jahr war die Herrschaft Broich sehr hoch verschuldet und die Gläubiger drängten auf eine befriedigende Lösung. Dies führte insbesondere in den folgenden Jahren zu einer Veränderung des alten Bergrechts und damit zu einer Ablösung des „Broicher Privatzehnten“. Im Jahr 1846 wurde Schacht Vereinigung an die Zeche Verein abgegeben. Um das Jahr 1850 wurde das Bergwerk auch Zeche Wische genannt. Im Jahr 1850 konsolidierte die Zeche Wiesche mit mehreren Bergwerken und Grubenfeldern.

### Zusammenlegung der Bergwerke
Nach der Konsolidation wurde das Bergwerk umbenannt in Zeche Vereinigte Wiesche. Am 18. Oktober des Jahres 1854 wurde das Broicher Zehntrecht von der Herrschaft Broich an die private Mülheimer Zehngesellschaft verkauft. Die Gewerken der Zeche Vereinigte Wiesche kauften sich in den folgenden Jahren aus dieser Verpflichtung wieder frei. Im Jahr 1855 wurde im Schacht Friedrich bei einer Teufe von 207 Metern die 3. Sohle angesetzt. Außerdem wurde ein Durchschlag mit dem Schacht Emilie erstellt. Im Jahr darauf wurden die Teufarbeiten im Schacht Emilie fortgesetzt. Im Jahr 1857 wurde im Schacht Emilie bei einer Teufe von 303 Metern (- 195 m NN) die 5. Sohle angesetzt. Im Jahr 1859 wurde im Schacht Vereinigung die Förderung eingestellt, das Baufeld fiel an Schacht Emilie. Im Jahr 1860 wurde Schacht Emilie als Wetterschacht eingesetzt. Am 1. Juni desselben Jahres kam es zu einem Standwassereinbruch, bei dem drei Bergleute getötet wurden. Im Jahr 1862 wurde im Unterwerksbau bei einer Teufe von 320 Metern (- 212 m NN) die 6. Sohle und einer Teufe von 332 Metern (- 224 m NN) eine Zwischensohle angesetzt. Ab dem Jahr 1861 wurden auf dem Bergwerk Versuche zur Brikettierung von Kohlengruß und Kohlenstaub mit und ohne Bindemittel durchgeführt. Im selben Jahr wurde die erste Brikettfabrik im Ruhrrevier zur Herstellung von Briketts für den Hausbrand in Betrieb genommen. Außerdem wurde die Übernahme der Zeche Jean Paul bergbehördlich bestätigt. Zu dieser Zeit gehörte das Bergwerk zum Oberbergamtsbezirk Dortmund und dort zum Bergrevier Mülheim. Im Jahr 1863 wurde im Schacht Emilie die Seilfahrt eingerichtet. Im darauffolgenden Jahr wurde Schacht Emilie bis zur 6. Sohle tiefer geteuft. Im Jahr 1866 wurde das Geviertfeld Richter verliehen.
Im Jahr 1867 wurden die Versuche zur Brikettherstellung wieder eingestellt. Die Brikettfabrik wurde noch im selben Jahr aus Kostengründen stillgelegt. Im Jahr 1870 waren die vier Schächte Leybank, Friedrich, Vereinigung und Emilie in Betrieb. Im Jahr 1875 wurde mit den Teufarbeiten für den Schacht „Velau“ (Schacht 3) begonnen. Der Schacht wurde im Nordfeld an der heutigen Reuterstraße angesetzt. Noch im selben Jahr erreichte der Schacht bei einer Teufe von 45 Metern das Karbon. Im Jahr 1876 wurde im Schacht Emilie bei einer Teufe von 382 Metern (- 274 m NN) die 7. Sohle angesetzt. Im selben Jahr wurden die Geviertfelder Wiesche IV und Wiesche V verliehen. Im Jahr 1878 wurde im Schacht Emilie bei einer Teufe von 432 Metern (- 324 m NN) die 7. Sohle angesetzt. Außerdem wurde das Fördergerüst aus Holz durch einen gemauerten Förderturm ersetzt. Im Jahr 1879 wurde der Schacht Vereinigung stillgelegt und aufgegeben. Im darauffolgenden Jahr wurden der Schacht Friedrich und der Schacht Leybank stillgelegt. Später wurden beide Schächte abgeworfen und verfüllt. Im Jahr 1887 wurde eine neue Brikettfabrik in Betrieb genommen. Am 13. August des Jahres 1888 kam es zu einem Wassereinbruch. Bedingt durch diesen Wassereinbruch soff die 8. Sohle ab und musste gesümpft werden. Im darauffolgenden Jahr wurden die notwendigen Sümpfungsarbeiten durchgeführt und die Sohle aufgewältigt. Im Jahr 1895 wurde mit den Teufarbeiten für den tonnlägigen Wetterschacht 4 begonnen. Der Schacht wurde in der Frohnhauser Mulde angesetzt und zunächst 44 Meter seiger geteuft. Anschließend wurde ein 600 Meter langes Abhauen erstellt. Am 14. Mai desselben Jahres kam es auf dem Bergwerk zu einer Schlagwetterexplosion, bei der drei Bergleute ihr Leben verloren. Im Jahr 1896 wurde mit den Teufarbeiten für den Schacht 2 begonnen. Der Schacht wurde 100 Meter neben Schacht Emilie angesetzt. Bei einer Teufe von 16 Metern erreichte der Schacht 2 das Karbon. Am 1. Juli desselben Jahres wurde die Brikettfabrik stillgelegt. Im Jahr 1897 wurde der Schacht 2 mit der 8. Sohle durchschlägig. Im selben Jahr wurde das Geviertfeld Fuchs verliehen. Die Berechtsame umfasste zu diesem Zeitpunkt vier Längenfelder und fünf Geviertfelder, die Fläche des Grubenfeldes betrug 5,5 km2. Im Jahr 1898 kam es zu einem Besitzerwechsel und zur erneuten Umbenennung. Grubenvorstand des Bergwerks wurde Mathias Stinnes.

### Betrieb nach der Umbenennung
Nach der Rückbenennung in Zeche Wiesche war das Bergwerk weiterhin in Betrieb. Der neue Eigentümer des Bergwerks war der Mülheimer Bergwerks-Verein. Im Jahr 1899 wurde eine neue Kaue in Betrieb genommen. Im selben Jahr wurden am Schacht 1 Reparaturen durchgeführt. Im Jahr 1900 wurde ein Durchschlag mit der Zeche Rosenblumendelle erstellt. Der Abbau erfolgte unterhalb der 8. Sohle unter Zuhilfenahme eines Gesenks. Am 1. April desselben Jahres wurde die Brikettfabrik wieder in Betrieb genommen. Im Jahr 1901 kam es im Südfeld zu einem Wassereinbruch. Im Nordfeld war ein Wetterschacht in Betrieb. Das Feld Anna Gertraud gehörte zu diesem Zeitpunkt zum Grubenfeld. Am 1. April des Jahres 1902 wurde die Brikettfabrik erneut stillgelegt. Der Schacht Emilie (Schacht 1) wurde mit einem stählernen Fördergerüst ausgerüstet. Nach dem Umbau ging Schacht 1 im darauffolgenden Jahr wieder in Betrieb. Am 1. Januar des Jahres 1904 wurde die Brikettfabrik wieder in Betrieb genommen. Im selben Jahr wurde im Blindschacht bei einer Teufe von 552 Metern (- 444 m NN) die 9. Sohle angesetzt. Im Jahr 1905 wurden die Teufarbeiten im Schacht 2 wieder aufgenommen.
Im Jahr 1906 wurde ein Durchschlag mit der Zeche Humboldt erstellt. Ein Feldesteil wurde im selben Jahr an die Zeche Humboldt abgegeben. Im Jahr 1909 wurden die Felder Roland und Sellerbeck übernommen. Die gesamte Berechtsame umfasste nun eine Fläche von 13,8 km2. Im Jahr 1910 wurde mit den Aufschlussarbeiten im Feld Sellerbeck begonnen. Am 15. Februar des Jahres 1913 stürzte eine Förderkorb ab, dabei wurden vier Bergleute getötet. Im Jahr 1914 wurde im Schacht Emilie ab der 9. Sohle ein Aufbruch erstellt. Ab dem Jahr 1915 war Schacht Emilie bis zur 9. Sohle in Betrieb. Am 16. Juni des Jahres 1916 kam es auf der 6. Sohle im Feld Sellerbeck zu einem Standwassereinbruch. Die anschließenden Sümpfungsarbeiten auf der 9. Sohle dauerten zweieinhalb Monate. Im Jahr 1920 wurden die Wetterschächte 3 und 4 aufgegeben, der Schacht Emilie wurde zum Wetterschacht. Im Jahr 1929 wurde ein Durchschlag mit dem Feld Humboldt der Zeche Rosenblumendelle erstellt. Im Jahr 1930 wurde die Förderung aus dem Feld Humboldt übernommen.

### Die letzten Jahre bis zum Verbund
Im Jahr 1931 wurde das Feld Humboldt der Zeche Rosenblumendelle übernommen. In dem Feld befand sich der Schacht Franz, bei einer Teufe von 521 Metern war die 5. Sohle. Das Feld wurde nun von der Zeche Wiesche aus weiter aufgeschlossen. Am 25. Juni des Jahres 1937 wurden im Feld Humboldt drei Bergleute durch giftige Gase getötet. Im Jahr 1938 wurde im Schacht 2 bei einer Teufe von 750 Metern (- 642 m NN) die 10. Sohle angesetzt. Im Jahr 1946 wurde die 10. Sohle zur Hauptfördersohle. Im Jahr 1949 wurde der Abbau im Feld Sellerbeck eingestellt. Der Wetterschacht Christian wurde abgeworfen und verfüllt. Im Jahr 1951 wurde ein neuer Durchschlag mit der Zeche Rosenblumendelle erstellt. Am 1. Januar des Jahres 1952 kam es zum Verbund mit der Zeche Rosenblumendelle unter dem Namen Rosenblumendelle/Wiesche. Nachdem zuvor eine Zentralbrikettfabrik gebaut worden war, wurde die Brikettfabrik der Zeche Wiesche stillgelegt.

## Förderung und Belegschaft
Die ersten bekannten Belegschaftszahlen stammen aus dem Jahr 1811, damals waren 151 Bergleute auf dem Bergwerk beschäftigt. Die ersten Förderzahlen stammen aus dem Jahr 1817, in diesem Jahr wurden 180.000 Ringel Steinkohle gefördert. Im Jahr 1835 waren 282 Mitarbeiter auf dem Bergwerk beschäftigt. Im Jahr 1838 wurden mit 290 Beschäftigten 816.450 Scheffel Steinkohle gefördert. Die auf dem Bergwerk geförderten Kohlen waren gute Magerkohlen. Die Kohlen hatten eine hohe Qualität und wurden als Ziegeleikohlen verwendet. Im Jahr 1840 lag die Förderung bei rund 43.000 Tonnen Steinkohle. Im Jahr 1846 wurden 51.574 Tonnen Steinkohle gefördert. Im Jahr 1850 wurden mit 320 Beschäftigten 165.537 preußische Tonnen Steinkohle gefördert. Im Jahr 1853 wurden 57.068 Tonnen Steinkohle gefördert, die Belegschaftsstärke lag bei 331 Beschäftigten. Im Jahr 1855 wurden mit 412 Beschäftigten 76.635 Tonnen Steinkohle gefördert. Im Jahr 1860 wurden 38.667 Tonnen Steinkohle gefördert, die Belegschaftsstärke lag bei 303 Beschäftigten. Im Jahr 1865 wurden mit 397 Beschäftigten 63.122 Tonnen Steinkohle gefördert. Im Jahr 1870 wurden 85.918 Tonnen Steinkohle gefördert, die Belegschaftsstärke betrug 413 Mitarbeiter. Im Jahr 1880 wurden mit 306 Beschäftigten 93.651 Tonnen Steinkohle gefördert. Im Jahr 1890 wurden mit 411 Beschäftigten 94.378 Tonnen Steinkohle gefördert. Im Jahr 1896 lag die Förderung bei 126.000 Tonnen Steinkohle.
Im Jahr 1900 wurden 283.331 Tonnen Steinkohle gefördert, die Belegschaftsstärke lag bei 1039 Beschäftigten. Im Jahr 1905 wurden mit 956 Beschäftigten 249.406 Tonnen Steinkohle gefördert. Im Jahr 1910 lag die Förderung bei 331.081 Tonnen, die Belegschaftsstärke betrug 1134 Beschäftigte. Im Jahr 1913 wurden mit 1073 Beschäftigten rund 330.000 Tonnen Steinkohle gefördert. Im Jahr 1915 lag die Förderung bei 222.261 Tonnen Steinkohle, die Belegschaftsstärke lag bei 793 Beschäftigten. Im Jahr 1920 wurden 236.000 Tonnen Steinkohle gefördert, die Belegschaftsstärke lag bei 1240 Beschäftigten. Im Jahr 1925 wurden mit 879 Beschäftigten 281.379 Tonnen Steinkohle gefördert. Im Jahr 1930 lag die Förderung bei 466.773 Tonnen Steinkohle, die Belegschaftsstärke lag bei 869 Beschäftigten. Im Jahr 1935 wurde zum ersten Mal die halbe Million Tonnen Marke überschritten. In diesem Jahr wurden mit 1121 Beschäftigten rund 535.000 Tonnen Steinkohle gefördert. Im Jahr 1937 wurden 596.903 Tonnen Steinkohle auf dem Bergwerk gefördert, dies war die maximale Förderung des Bergwerks. Die Belegschaftsstärke betrug in diesem Jahr 1455 Beschäftigte. Im Jahr 1940 wurden mit 1389 Beschäftigten 472.242 Tonnen Steinkohle gefördert. Im Jahr 1945 sank die Förderung auf 115.960 Tonnen Steinkohle, die Belegschaftsstärke betrug in diesem Jahr 936 Beschäftigte. Die letzten bekannten Förder- und Belegschaftszahlen des Bergwerks stammen aus dem Jahr 1950 in diesem Jahr wurden mit 1593 Beschäftigten 388.174 Tonnen Steinkohle gefördert.

## Heutiger Zustand
Von der Zeche Wiesche ist heute noch das Gebäude der Gärtnerei erhalten.